# Дуже паранормальне кіно
«Дуже паранормальне кіно» — американський кінофільм режисера Роджера Рота, що вийшов на екрани в 2013 році.

## Сюжет
Пародія на фільми жахів. Героями цієї історії стала парочка закоханих, тільки недавно переїхала в новий будинок. Вони довго чекали цього моменту, щоб нарешті бути наодинці. Але в першу ж ніч в момент сильного сексуального бажання їх увагу привертає щось незвичайне і тим самим псує довгоочікуваний момент близькості. Це повторюється щоразу, як герої мають намір зайнятися сексом. Настає момент, коли вони стають куди зліше їх домочадця — великого Зла.

## У ролях
| Актор               | Роль |
| ------------------- | ---- |
| Вільям Патрік Райлі | -    |
| Саша Формосо        | -    |
| Анеліс Реттгер      | -    |
| Стефані Даніельсон  | -    |
| Мелінда Й. Коен     | -    |
| Шанель Райан        | -    |
| Аннабелль Аміром    | -    |
| Амара Кеш           | -    |
| Тереза Джун Тао     | -    |
| Дженна Брайант      | -    |

## Знімальна група
- Режисер — Роджер Рот
- Сценарист — Кріс Пенцелл, Джофф Плітт
- Продюсер — Макс Девідс, Харві Лоурі, Ентоні Топман
- Композитор — Тарас Ткаченко